# Шрамм, Норберт
Норберт Шрамм (нем. Norbert Schramm, родился 7 апреля 1960 в Нюрнберге, ФРГ) — фигурист из ФРГ, двукратный вице-чемпион мира(1982, 1983 годы), двукратный чемпион Европы(1982, 1983 годы), трёхкратный чемпион ФРГ.

## Биография
Начал кататься в 6 лет в национальном центре в Оберсдорфе у Эриха Целлера. В 1979 выиграл чемпионат ФРГ и попал на чемпионат мира, заняв 16-е место. В 1980 проигрывает чемпионат ФРГ Руди Черне. Заметный рост результатов произошел в 1981, когда Шрамм на чемпионате Европы выиграл короткую программу, и занял 7-е место на чемпионате мира, исполнив 5 тройных прыжков, в том числе тройной флип, а также поразившую зрителей сложную дорожку шагов. В 1982 Норберт исполняет первую комбинацию из двух разных тройных прыжков тройной сальхов — шаги — тройной тулуп, тройной лутц и тройной флип, программы составленные на современную инструментальную музыку (в том числе Ж.-М.Жарра) отличаются удачной хореографией в современном стиле. Шрамм выигрывает чемпионат Европы и занимает 2-е место на чемпионате мира (уступив С.Хамильтону лишь двумя голосами судей). Вершиной карьеры стал чемпионат Европы 1983, где он выиграл короткую и произвольную программы, в произвольной чисто выполнив 7 тройных прыжков, в том числе комбинацию тройной сальхов — тройка — тройной тулуп, получив 9 оценок 5,8 и 9 — 5,9. Однако затем результаты пошли на спад и на Олимпиаде-84 в короткой программе допустил курьезное падение в конце программы, в произвольной не справился с рядом тройных прыжков. На чемпионате мира-84 получил травму при исполнении обязательной фигуры и выбыл из соревнования.
Перейдя в профессионалы, Норберт выиграл чемпионат мира в 1984, был 3-м на чемпионатах в 1985 и 1987.
Запомнился исключительной гибкостью и пластичностью, чувством баланса, утонченной музыкальностью, что позволяло создавать интересные оригинальные программы, с рядом уникальных вращений, дорожек шагов, спиралей, исполняемых эмоционально, вызывая бурную реакцию зрителей. Тем не менее всегда проигрывал в обязательных фигурах.
В 1981-84 солдат бундесвера. В 1988-92 обучается бизнесу в Университете Аугсбурга, в 1996-98 в Берлин PR колледже, по связям с общественностью (дистанционное обучение). В 1991-96 работает в ООО «Happy Marketing Sport und Freizeit», в 1996-06 в агентстве «Норберт Шрамм». В 2002-07 художественный руководитель и директор ледового шоу «Европа Парк», с 2006 главный тренер шоу «Танцы на льду» в ФРГ.
Женат на Николь Браун, дочь Бернадетте род. в 1994.